# Rababe Arafi
Rababe Arafi (née le 12 janvier 1991 à Khouribga) est une athlète marocaine, spécialiste des courses de demi-fond.

## Biographie
Née le 12 janvier 1991 à Khouribga, Rababe Arafi commence l'athlétisme assez tôt. En 2006, âgée seulement de 15 ans, elle signe déjà 2 min 12 s sur 800 m et 4 min 21 s sur 1 500 m. En 2007, elle est sélectionnée dans l'équipe du Maroc pour les championnats du monde de cross-country, mais ne finit pas la course.
Ce n'est qu'en 2011 que la Marocaine renoue avec les stades. Elle court en 2 min 09 s et 4 min 29 s. En juin 2012, elle remporte à la surprise générale le titre des championnats d'Afrique de Porto-Novo au Bénin, en 4 min 05 s 80, nouveau record des championnats, devançant sur le podium les Kényanes Mary Kuria et Margaret Wangari.
L'année suivante, elle décroche sur cette même distance le titre des championnats panarabes à Doha en 4 min 05 s 22. Aux Jeux méditerranéens de Mersin, elle ne termine pas la course sur 1 500 m, tandis que sur le relais 4 × 400 m auquel elle est intégrée, l'équipe marocaine est disqualifiée. En août, elle atteint les demi-finales des championnats du monde de Moscou puis remporte en fin de saison le titre des Jeux de la Francophonie et des Jeux de la solidarité islamique.
En mars 2014, la Marocaine remporte initialement la médaille de bronze du 1 500 m des championnats du monde en salle de Sopot. Mais, étant l'origine de la chute de l'Américaine Heather Kampf, elle est disqualifiée. Le 21 mai, à Pékin, elle porte son record personnel à 4 min 02 s 71. En août, elle ne conserve pas son titre de championne d'Afrique lors des championnats d'Afrique de Marrakech, dans son pays, mais remporte tout de même la médaille de bronze. Elle est battue par la Kényane Hellen Obiri, et l'Éthiopienne Dawit Seyaum.

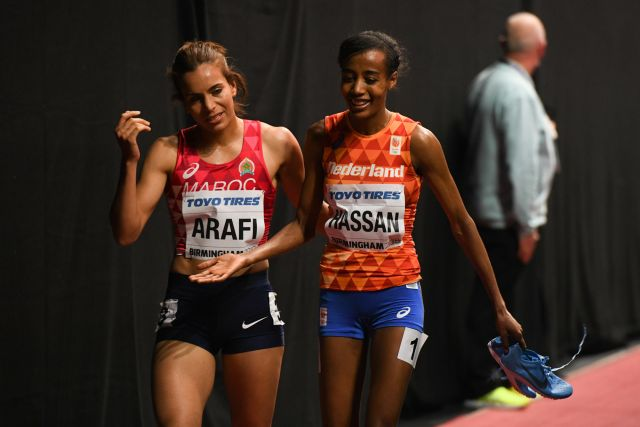
Rababe Arafi et Sifan Hassan lors des mondiaux en salle 2018.

En août 2015, Rababe Arafi est à la fois alignée sur 800 m et 1 500 m aux championnats du monde de Pékin. Lors des mondiaux, elle descend pour la première fois sous les 2 minutes au 800 m, réalisant 1 min 58 s 55, temps lui permettant d'accéder à la finale. Lors de cette finale, elle échoue au pied du podium en 1 min 58 s 90, derrière Eunice Sum médaillée de bronze en 1 min 58 s 18. Sur 1 500 m, elle entre également en finale et termine 9e.
En 2016, elle remporte sa troisième médaille consécutive sur 1 500 m aux championnats d'Afrique, cette-fois l'argent en 4 min 03 s 95 (son meilleur temps de la saison), derrière Caster Semenya. Sur 800 m, elle ne se classe que 5e. En août, elle participe à ses premiers Jeux olympiques à Rio de Janeiro et termine 12e et dernière de la finale du 1 500 m.
En 2017, elle commence la saison par un second titre aux Jeux de la solidarité islamique. Puis, le 27 mai, à l'occasion du Prefontaine Classic de Eugene, elle porte son record à 4 min 01 s 75. En juillet, elle remporte également son second titre des Jeux de la Francophonie à Abidjan. En août, elle termine huitième des championnats du monde de Londres sur en 4 min 04 s 35.
En janvier 2018, elle commence la saison en salle sur 800 m et améliore à Val-de-Reuil son record de 15 centièmes, en 2 min 02 s 49. Puis, le 15 février 2018, lors de l'étape de Toruń du circuit mondial en salle de l'IAAF, Rababe Arafi bat la championne du monde du 5 000 m Hellen Obiri sur 1 500 m, en remportant la course en 4 min 04 s 76, nouveau record personnel. Le 13 juin, lors du Golden Spike Ostrava, elle bat sur 800 m l'éthiopienne Genzebe Dibaba, pour remporter la course en 1 min 59 s 20.
Fin juin 2018, aux Jeux méditerranéens de Tarragone, Rababe Arafi réalise le doublé 800 m / 1 500 m. Vainqueure en 2 min 01 s 01 et 4 min 12 s 83, elle devance sur chacune des courses sa compatriote Malika Akkaoui.Lors de ces championnat elle participe aussi au Relais 4 × 400 mètres en réalisant le record du Maroc avec Assia Raziki, Malika Akkaoui et Khadija Ouardi.Le 5 juillet, elle termine à la 5e du 1 500 m de l'Athletissima de Lausanne en 3 min 59 s 15, nouveau record du Maroc. Le 20 juillet, lors du Meeting Herculis de Monaco, elle termine 6e du 800 m en améliorant son record personnel à 1 min 57 s 47.
En mai 2019, lors de la deuxième étape de la Ligue de Diamant qui se déroulait à Shanghai (Chine), elle effectue lors du 1500 m féminin un temps de 4 min 1 s 15 et signe alors la meilleure performance de l’année,.
Elle se classe 7e des championnats du monde 2019 à Doha sur 800 m.

## Palmarès
| Date | Compétition                     | Lieu             | Résultat | Épreuve   | Temps         |
| ---- | ------------------------------- | ---------------- | -------- | --------- | ------------- |
| 2012 | Championnats d'Afrique          | Porto-Novo       | 1re      | 1 500 m   | 4 min 05 s 80 |
| 2013 | Championnats panarabes          | Doha             | 1re      | 1 500 m   | 4 min 53 s 92 |
| 2013 | Championnats panarabes          | Doha             | 1re      | 4 × 400 m | 3 min 42 s 10 |
| 2013 | Jeux de la Francophonie         | Nice             | 1re      | 1 500 m   | 4 min 18 s 70 |
| 2013 | Jeux de la solidarité islamique | Palembang        | 1re      | 1 500 m   | 4 min 19 s 27 |
| 2014 | Championnats du monde en salle  | Sopot            | finale   | 800 m     | DQ            |
| 2014 | Championnats d'Afrique          | Marrakech        | 3e       | 1 500 m   | 4 min 12 s 08 |
| 2015 | Championnats panarabes          | Madinat 'Isa     | 2e       | 1 500 m   | 5 min 22 s 30 |
| 2015 | Championnats du monde           | Pékin            | 4e       | 800 m     | 1 min 58 s 90 |
| 2015 | Championnats du monde           | Pékin            | 9e       | 1 500 m   | 4 min 13 s 66 |
| 2015 | Jeux mondiaux militaires        | Mungyeong        | 5e       | 1 500 m   | 4 min 21 s 17 |
| 2016 | Championnats d'Afrique          | Durban           | 5e       | 800 m     | 2 min 01 s 49 |
| 2016 | Championnats d'Afrique          | Durban           | 2e       | 1 500 m   | 4 min 03 s 95 |
| 2016 | Jeux olympiques                 | Rio de Janeiro   | 12e      | 1 500 m   | 4 min 15 s 16 |
| 2017 | Jeux de la solidarité islamique | Bakou            | 1re      | 1 500 m   | 4 min 18 s 82 |
| 2017 | Jeux de la Francophonie         | Abidjan          | 1re      | 1 500 m   | 4 min 17 s 23 |
| 2017 | Championnats du monde           | Londres          | 8e       | 1 500 m   | 4 min 04 s 35 |
| 2018 | Championnats du monde en salle  | Birmingham       | 8e       | 1 500 m   | 4 min 14 s 94 |
| 2018 | Jeux méditerranéens             | Tarragone        | 1re      | 800 m     | 2 min 01 s 01 |
| 2018 | Jeux méditerranéens             | Tarragone        | 1re      | 1 500 m   | 4 min 12 s 83 |
| 2018 | Championnats d'Afrique          | Asaba            | 2e       | 1 500 m   | 4 min 14 s 12 |
| 2018 | Ligue de diamant                | Ligue de diamant | 8e       | 800 m     | 2 min 02 s 81 |
| 2018 | Ligue de diamant                | Ligue de diamant | 8e       | 1 500 m   | 4 min 03 s 82 |
| 2018 | Coupe continentale              | Ostrava          | 3e       | 1 500 m   | 4 min 17 s 19 |
| 2019 | Jeux africains                  | Rabat            | 2e       | 800 m     | 2 min 03 s 20 |
| 2019 | Ligue de diamant                | Ligue de diamant | 7e       | 1 500 m   | 4 min 03 s 44 |
| 2019 | Championnats du monde           | Doha             | 7e       | 800 m     | 2 min 00 s 48 |
| 2019 | Championnats du monde           | Doha             | 9e       | 1 500 m   | 3 min 59 s 93 |
| 2023 | Championnats panarabes          | Marrakech        | 1re      | 1 500 m   | 4 min 24 s 37 |
| 2023 | Jeux de la Francophonie         | Kinshasa         | 3e       | 1 500 m   | 4 min 45 s 42 |

## Records
| Épreuve | Épreuve   | Temps              | Lieu         | Date            |
| ------- | --------- | ------------------ | ------------ | --------------- |
| 800 m   | Plein air | 1 min 57 s 47      | Monaco       | 20 juillet 2018 |
| 800 m   | En salle  | 2 min 02 s 49      | Val-de-Reuil | 27 janvier 2018 |
| 1 500 m | Plein air | 3 min 58 s 84 (NR) | Rabat        | 16 juin 2019    |
| 1 500 m | En salle  | 4 min 02 s 46 (NR) | Toruń        | 8 février 2020  |
| Mile    | Plein air | 4 min 18 s 42 (NR) | Monaco       | 12 juillet 2019 |
| Mile    | En salle  | 4 min 29 s 74      | Birmingham   | 16 février 2019 |
| 3 000 m | Plein air | 9 min 34 s 78      | Meknès       | 5 mai 2007      |
| 3 000 m | En salle  | 8 min 54 s 92      | Eaubonne     | 12 février 2019 |

## Vie privée
Elle est mariée à l'athlète Fouad el-Kaam.